# Linda Darnell
Monetta Eloyse Darnell, detta Linda (Dallas, 16 ottobre 1923 – Chicago, 10 aprile 1965), è stata un'attrice statunitense, star del cinema hollywoodiano fra gli anni quaranta e gli anni cinquanta.
Debuttò nel 1939, appena sedicenne, con un ruolo di rilievo nel film Hotel for Women. Fu protagonista in numerose pellicole di successo, sotto la direzione di Joseph L. Mankiewicz, René Clair, Rouben Mamoulian, Otto Preminger, John Ford, Henry Hathaway, Henry King, Preston Sturges e Douglas Sirk.
Morì tragicamente nel 1965, all'età di 41 anni, nell'incendio della propria abitazione. Il suo nome è fra quello delle celebrità della Hollywood Walk of Fame.

## Biografia
Linda Darnell è ricordata per la sua bellezza latina e, in effetti, in tutti i film in cui recitò apparve con una splendente capigliatura corvina. Unica eccezione fu l'iper pubblicizzato Ambra (1947), in cui apparve con i capelli biondi.

Questo film ha una curiosa storia.

La novella a sfondo storico scritta da Kathleen Winsor, da cui la pellicola fu tratta, narra un tema scabroso per l'epoca, una cortigiana nell'Inghilterra puritana del XVII secolo, e fu paragonato al romanzo di Margaret Mitchell Via col vento.

Secondo certa critica, la scelta della Darnell per il ruolo da protagonista del film ricalcava i criteri che avevano portato anni prima Vivien Leigh a interpretare la parte di Rossella O'Hara nel film Via col vento.
Originaria di una famiglia di modeste condizioni del Texas, con cinque figli, fu introdotta nel mondo della moda dalla madre che, mentendo sull'età della figlia, riuscì a farla sfilare come modella quando Linda aveva appena undici anni. Poco tempo dopo la giovane iniziò a recitare piccole parti in commedie allestite da compagnie teatrali amatoriali.

### Carriera
Nel 1937 si sottopose a un provino organizzato nella sua città natale dalla 20th Century Fox ma, ritenuta troppo giovane dai responsabili del casting, fu scartata. Tuttavia Darryl F. Zanuck, patron della Fox, fu colpito dalla sua precoce avvenenza e, con un escamotage anagrafico (la dichiarazione di un'età di sedici anni anziché di tredici) riuscì a farla mettere sotto contratto a 200 dollari la settimana. Pretese tuttavia che la giovane completasse gli studi alla High School di Los Angeles, assumendo il nuovo nome di Linda.
Dall'inizio degli anni quaranta la carriera della Darnell fu una sequela ininterrotta di interpretazioni di successo. Dopo il debutto con Hotel for Women (1939), nello stesso anno apparve in Moglie di giorno (1939), in cui fece coppia con Tyrone Power, all'epoca una delle maggiori star maschili della Fox. 

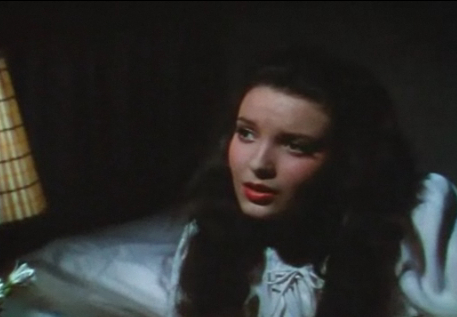
Linda Darnell in Sangue e arena (1941)

Il sodalizio con Power proseguì nei due anni successivi, prima ne La grande missione (1940), e successivamente nell'avventuroso Il segno di Zorro (1940), in cui la Darnell interpretò il ruolo di Lolita Quintero, e in Sangue e arena (1941), dove interpretò l'angelica e fedele Carmen Espinosa, contrapposta alla sensualità fiammeggiante dell'antagonista Doña Sol, impersonata da Rita Hayworth.
Nel 1944, ormai star affermata, iniziò a combattere contro i primi problemi di peso (e, secondo alcuni giornali scandalistici dell'epoca, anche di alcoolismo). Un sondaggio indetto in quel periodo da un "magazine" americano la proclamò una fra le quattro donne più belle al mondo.
Alla straordinaria avvenenza, la Darnell seppe unire le capacità di dar vita a personaggi di femme fatale, in grado di esprimersi al meglio in pellicole a soggetto drammatico, in ruoli seducenti ed esotici. Prima di raggiungere l'apice della carriera, interpretò un'indiana pellerossa nel film Buffalo Bill (1944), dedicato alla leggendaria figura di William Cody, e impersonò la messicana Chihuahua in Sfida infernale (1946) di John Ford; fu infine un'asiatica in Anna e il re del Siam (1946), film che fruttò un Premio Oscar a Gale Sondergaard e del quale sono stati fatti diversi remake, fra cui quello del 1999 interpretato da Jodie Foster. Nello stesso anno apparve in un'altra avventura in costume, Bellezze rivali (1946) di Otto Preminger.

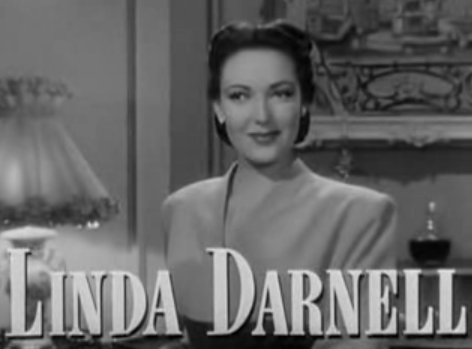
Lettera a tre mogli

Nonostante due brillanti interpretazioni nella commedia Infedelmente tua (1948) di Preston Sturges, al fianco di Rex Harrison, e nel melodramma Lettera a tre mogli (1949), che la portò vicina ad una candidatura al Premio Oscar, la carriera dell'attrice entrò in una fase di declino che la allontanò definitivamente dai ruoli di maggiore prestigio. Nel 1951 la Fox non le rinnovò il contratto e l'anno successivo la Darnell interpretò per la RKO Pictures alcuni film minori, con qualche eccezione come nel caso de Il pirata Barbanera (1952), in cui fu diretta da Raoul Walsh.
Negli anni cinquanta la sua carriera subì una brusca frenata. Lavorò in Italia nei film Donne proibite (1954), con Valentina Cortese, Giulietta Masina e Anthony Quinn, e Gli ultimi cinque minuti (1955), con Vittorio De Sica e Rossano Brazzi, entrambi diretti dal produttore e regista Giuseppe Amato. Nel 1956 tentò il rilancio in teatro, portando sul palcoscenico alcune commedie brillanti, fra cui Tea and Sympathy, Janus e Late Love, mentre per la televisione apparve in alcuni telefilm. Tornó al cinema poco prima di morire, recitando nel western Lo sperone nero (1965), ma non fece in tempo a vedere il film.

### La morte
Morì a Chicago il 10 aprile del 1965, a 41 anni, dopo un giorno di agonia dovuta a gravi ustioni riportate nel rogo della sua abitazione, probabilmente a causa di una sigaretta. L'incendio era divampato la sera prima, mentre l'attrice si era assopita guardando in televisione proprio uno dei suoi film, La via delle stelle (1940). È sepolta presso il cimitero Union Hill di Kennett Square, Pennsylvania.
Nel suo libro Hollywood Beauty, il biografo Ronald L. Davis ha raccontato come, in realtà, le esatte cause dell'incendio non furono mai accertate, giungendo ad affermare che la Darnell rimase gravemente ustionata nell'intento di correre in aiuto dei figli di alcuni suoi amici, in casa con lei al momento del rogo ma che, in effetti, si erano già posti in salvo.

## Vita privata
Linda Darnell fu sposata tre volte: dal 1943 al 1952 con il direttore della fotografia J. Peverell Marley, con il quale adottò una figlia, Charlotte Mildred "Lola" Marley; dal 1954 al 1955 con Philip Leibmann e, dal 1957 al 1963, con il pilota Merle Roy Robertson.
Ebbe una tumultuosa relazione sentimentale con il regista Joseph L. Mankiewicz, che la diresse nel 1949 in Lettera a tre mogli e, l'anno successivo, in Uomo bianco, tu vivrai! (1950), film che trattava lo scabroso tema della discriminazione razziale. La relazione si concluse dopo che il regista la sostituì con Ava Gardner nel ruolo della danzatrice spagnola Maria Vargas nel film La contessa scalza (1954).

## Filmografia

Linda Darnell con Vittorio De Sica nel film Gli ultimi cinque minuti di Giuseppe Amato (1955)

### Cinema
- Hotel for Women, regia di Gregory Ratoff (1939)
- Moglie di giorno (Day-Time Wife), regia di Gregory Ratoff (1939)
- La via delle stelle (Star Dust), regia di Walter Lang (1940)
- La grande missione (Brigham Young), regia di Henry Hathaway (1940)
- Il segno di Zorro (The Mark of Zorro), regia di Rouben Mamoulian (1940)
- Passione di amazzoni (Chad Hanna), regia di Henry King (1940)
- Meet the Stars: Hollywood Meets the Navy - cortometraggio (1941)
- Sangue e arena (Blood and Sand), regia di Rouben Mamoulian (1941)
- Rise and Shine, regia di Allan Dwan (1941)
- The Loves of Edgar Allan Poe, regia di Harry Lachman (1942)
- Città senza uomini (City Without Men), regia di Sidney Salkow (1943)
- Show Business at War (1943) - cortometraggio
- Bernadette (The Song of Bernadette), regia di Henry King (1943) - non accreditata
- Buffalo Bill, regia di William A. Wellman (1944)
- Avvenne domani (It Happened Tomorrow), regia di René Clair (1944)
- Temporale d'estate (Summer Storm), regia di Douglas Sirk (1944)
- Sweet and Low-Down, regia di Archie Mayo (1944)
- Nelle tenebre della metropoli (Hangover Square), regia di John Brahm (1945)
- The All-Star Bond Rally (1945) - cortometraggio
- Il gigante di Boston (The Great John L.), regia di Frank Tuttle (1945)
- Un angelo è caduto (Fallen Angel), regia di Otto Preminger (1945)
- Anna e il re del Siam (Anna and the King of Siam), regia di John Cromwell (1946)
- Bellezze rivali (Centennial Summer), regia di Otto Preminger (1946)
- Sfida infernale (My Darling Clementine), regia di John Ford (1946)
- Ambra (Forever Amber), regia di Otto Preminger (1947)
- Le mura di Gerico (The Walls of Jericho), regia di John M. Stahl (1948)
- Infedelmente tua (Unfaithfully Yours), regia di Preston Sturges (1948)
- Lettera a tre mogli (A Letter to Three Wives), regia di Joseph L. Mankiewicz (1949)
- Furia dei tropici (Slattery's Hurricane), regia di André De Toth (1949)
- Se mia moglie lo sapesse (Everybody Does It), regia di Edmund Goulding (1949)
- Uomo bianco, tu vivrai! (No Way Out), regia di Joseph L. Mankiewicz (1950)
- Due bandiere all'ovest (Two Flags West), regia di Robert Wise (1950)
- La penna rossa (The 13th Letter), regia di Otto Preminger (1951)
- The Guy Who Came Back, regia di Joseph M. Newman (1951)
- Elena paga il debito (The Lady Pays Off), regia di Douglas Sirk (1951)
- L'isola del peccato (Saturday Island), regia di Stuart Heisler (1952)
- Notte di perdizione (Night Without Sleep), regia di Roy Ward Baker (1952)
- Il pirata Barbanera (Blackbeard, the Pirate), regia di Raoul Walsh (1952)
- Duello sulla Sierra Madre (Second Chance), regia di Rudolph Maté (1953)
- Donne proibite, regia di Giuseppe Amato (1954)
- L'amante proibita (This Is My Love), regia di Stuart Heisler (1954)
- Gli ultimi cinque minuti, regia di Giuseppe Amato (1955)
- L'agguato delle cento frecce (Dakota Incident), regia di Lewis R. Foster (1956)
- Ora zero (Zero Hour!), regia di Hall Bartlett (1957)
- I leoni di Castiglia (El valle de las espadas), regia di Javier Setó (1963) - non accreditata
- Lo sperone nero (Black Spurs), regia di R.G. Springsteen (1965)

### Televisione
- The 20th Century-Fox Hour – serie TV, episodio 1x12 (1956)
- Celebrity Playhouse – serie TV, episodio 1x15 (1956)
- Screen Directors Playhouse – serie TV, episodio 1x30 (1956)
- Playhouse 90 – serie TV, episodio 1x32 (1957)
- Climax! – serie TV, episodio 3x43 (1957)
- Pursuit – serie TV, episodio 1x02 (1958)
- Cimarron City – serie TV, episodio 1x07 (1958)
- Indirizzo permanente (77 Sunset Strip) – serie TV, episodio 2x06 (1959)
- La legge di Burke (Burke's Law) – serie TV, episodio 1x21 (1964)

## Riconoscimenti
- Hollywood Walk of Fame
  - 1960 – Stella[2]
- Young Hollywood Hall of Fame (1940's)

## Doppiatrici italiane
Nelle versioni in italiano dei suoi film, Linda Darnell è stata doppiata da:
- Lydia Simoneschi in Moglie di giorno, La grande missione, Bernadette, Avvenne domani, Infedelmente tua, Lettera a tre mogli, Furia dei tropici, Se mia moglie lo sapesse, Uomo bianco, tu vivrai!, Duello sulla Sierra Madre, Donne proibite, Gli ultimi cinque minuti e nei doppiaggi originali di Ambra e Le mura di Gerico
- Dhia Cristiani in Sangue e arena, Buffalo Bill, Nelle tenebre della metropoli, Il gigante di Boston, Bellezze rivali, Sfida infernale (riedizione), Due bandiere all'ovest, Notte di perdizione, Ora zero
- Paola Barbara in Il segno di Zorro
- Rosetta Calavetta in Temporale d'estate
- Rina Morelli in Elena paga il debito
- Fiorella Betti nel ridoppiaggio di Buffalo Bill
- Liliana Sorrentino nel ridoppiaggio di Anna e il re del Siam
- Ada Maria Serra Zanetti nel ridoppiaggio di Ambra